# Aldemiro Sena dos Santos
Aldemiro Sena dos Santos (ur. 26 czerwca 1964 w Ibirataia) – brazylijski duchowny katolicki, biskup Guarabiry od 2018.

## Życiorys
20 grudnia 1992 otrzymał święcenia kapłańskie i został inkardynowany do diecezji Ilhéus. Pracował głównie jako duszpasterz parafialny, był też m.in. rektorem niższego seminarium, koordynatorem duszpasterstwa w diecezji, diecezjalnym ekonomem oraz administratorem centrum duszpasterskiego.
4 października 2017 papież Franciszek mianował go biskupem diecezji Guarabira. Sakry udzielił mu 17 grudnia 2017 biskup Mauro Montagnoli. 2 lutego 2018 kanonicznie objął urząd.